# Plattegrond van Amsterdam en omgeving
Plattegrond van Amsterdam en omgeving is een plattegrond van Amsterdam door Jacob van Deventer in het Noord-Hollands Archief in Haarlem.

## Beschrijving
De plattegrond ontstond vermoedelijk rond het jaar 1560. Het is niet de eerste plattegrond van Amsterdam. Zo'n 15 jaar eerder – in 1544 – maakte Cornelis Anthonisz. zijn beroemde plattegrond van Amsterdam in vogelvlucht, die op zijn beurt gebaseerd is op het schilderij Gezicht op Amsterdam in vogelvlucht uit 1538. De plattegrond van Van Deventer is echter de eerste plattegrond van Amsterdam in de zuivere betekenis van het woord. Terwijl Anthonisz. nog allerlei kunstgrepen toepast om de illusie van ruimtelijkheid weer te geven – lijnperspectief, isometrische projectie en een horizon – geeft Van Deventer de exacte afmetingen van de stad op schaal weer. Alleen de belangrijkste gebouwen zijn in opstand weergegeven. Daarnaast is de plattegrond van Van Deventer in tegenstelling tot andere 16e-eeuwse plattegronden van Amsterdam georiënteerd op het noorden.
Op de plattegrond is te zien dat Amsterdam zich toen nog binnen de Singel, Kloveniersburgwal en Geldersekade bevond, die eind 15e eeuw werden gegraven. Zowel de stad zelf als de bebouwing buiten de stad zijn zorgvuldig weergegeven. Dit geldt ook voor de toegangswegen, zoals de Heiligeweg in het zuidwesten, die oorspronkelijk in het verlengde liep van de huidige Overtoom, en de Sint Antoniesdijk. Ook de Lastage is vrij gedetailleerd weergegeven. Twee kloosters buiten de stadsmuren zijn aangegeven met bijschriften. Dit zijn het Kartuizerklooster (later vervangen door het Huiszittenweduwenhof) en het in 1533 afgebrande Reguliersklooster, dat voortleeft in straatnamen als Reguliersbreestraat. De inkleuring die Van Deventer toepaste volgt een schema dat nog steeds geldt voor veel plattegronden: rood voor huizen, blauw voor daken van belangrijke gebouwen, wit voor braakliggend land, groen voor weilanden en blauw voor water.

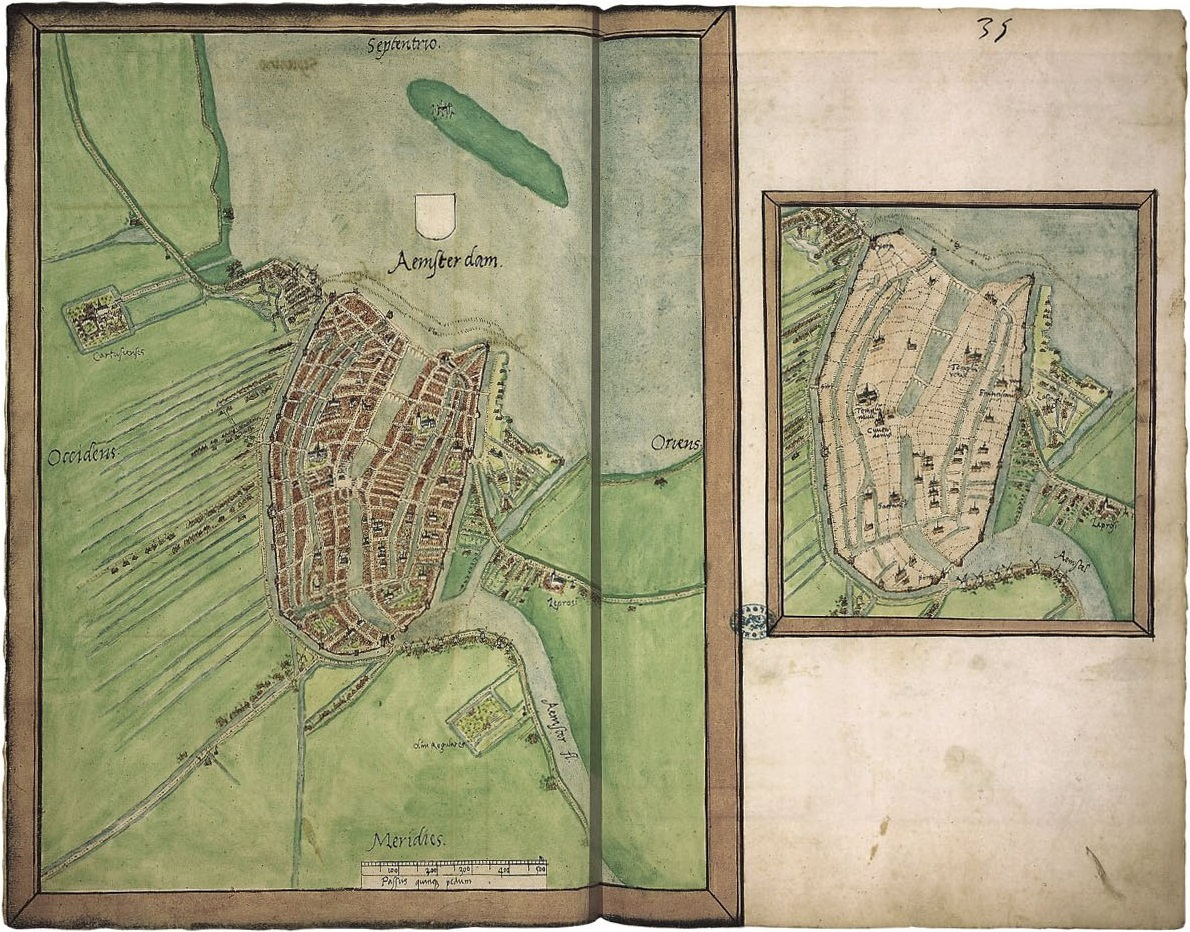
Kaart van Amsterdam en omgeving [netkaart]. 1560-1561. Pen en inkt en penseel en kleur op papier. 43,3 × 55,5 cm. Madrid, Biblioteca Nacional de España (Res/200, nr. 35).

De plattegrond moet tot stand zijn gekomen met behulp van driehoeksmetingen. Van Deventer speelde een belangrijke rol in de ontwikkeling van deze meetmethode. Maar hij maakte ook gebruik van directe metingen. Zo zijn op de belangrijkste straten en wegen puntjes te zien waarvan ieder vijfde puntje iets dikker is. Dit zijn eigenlijk kleine en grotere gaatjes. Door middel van een dunne in inkt gedoopte naald kon Van Deventer de plattegrond zo eenvoudig op een ander blad overbrengen. De afstand tussen twee puntjes is ongeveer 1,75 meter, dat wil zeggen 2 passen of vijf voet.
De plattegrond wordt ook wel als minuutplan gezien, dat wil zeggen een gedetailleerde kaart op schaal. Van Deventer maakte in een periode van ongeveer tien jaar zo'n 250 minuutplans van de belangrijkste steden in de Nederlanden en Noord-Frankrijk. Vervolgens werkte hij deze uit in zogenaamde netkaarten, bestaande uit een kaart van de betreffende stad of plaats met directe omgeving aangevuld met een klein plattegrondje van de stad of plaats zelf en aanwijzingen in het Latijn. Deze netkaarten werden gebundeld in drie banden, waarvan er twee bewaard zijn gebleven in de Biblioteca Nacional de España in Madrid. Het eerste deel is verloren gegaan. Hierdoor bestaat het vermoeden dat Van Deventer ze maakte in opdracht van de koning van Spanje, Filips II, die over grote delen van de Nederlanden heerste. Dit verklaart misschien ook de aandacht die Van Deventer had voor de omgeving van de stad. Deze informatie kon gebruikt worden voor het inrichten van eventuele legerkampen en fortificaties rondom opstandige steden. Van Deventer gebruikte zijn plattegrond van Amsterdam uiteindelijk voor netkaart 35 in band III in de Biblioteca Nacional in Madrid. In deze versie verving hij de Nederlandstalige opschriften met opschriften in het Latijn, wat aangeeft dat Van Deventer werkte voor een niet-Nederlandse opdrachtgever.

## Herkomst
Na zijn dood liet Van Deventer alle overgebleven minuutplans na aan zijn weduwe. Later kwamen ze in handen van Cornelis van Aerssen, die in 1582 pensionaris van de Nederlanden werd. Ze bleven in het bezit van de familie Van Aerssen tot ze in de 19e eeuw verkocht werden en verspreid raakten. In 1866 werden 13 minuutplans van Van Deventer aangekocht door het Noord-Hollands Archief, waaronder ook de plattegrond van Amsterdam.